# 2438 Oleshko
2438 Oleshko este un asteroid din centura principală, descoperit pe 2 noiembrie 1975, de Tamara Smirnova.